# 阿波罗15号首日封事件

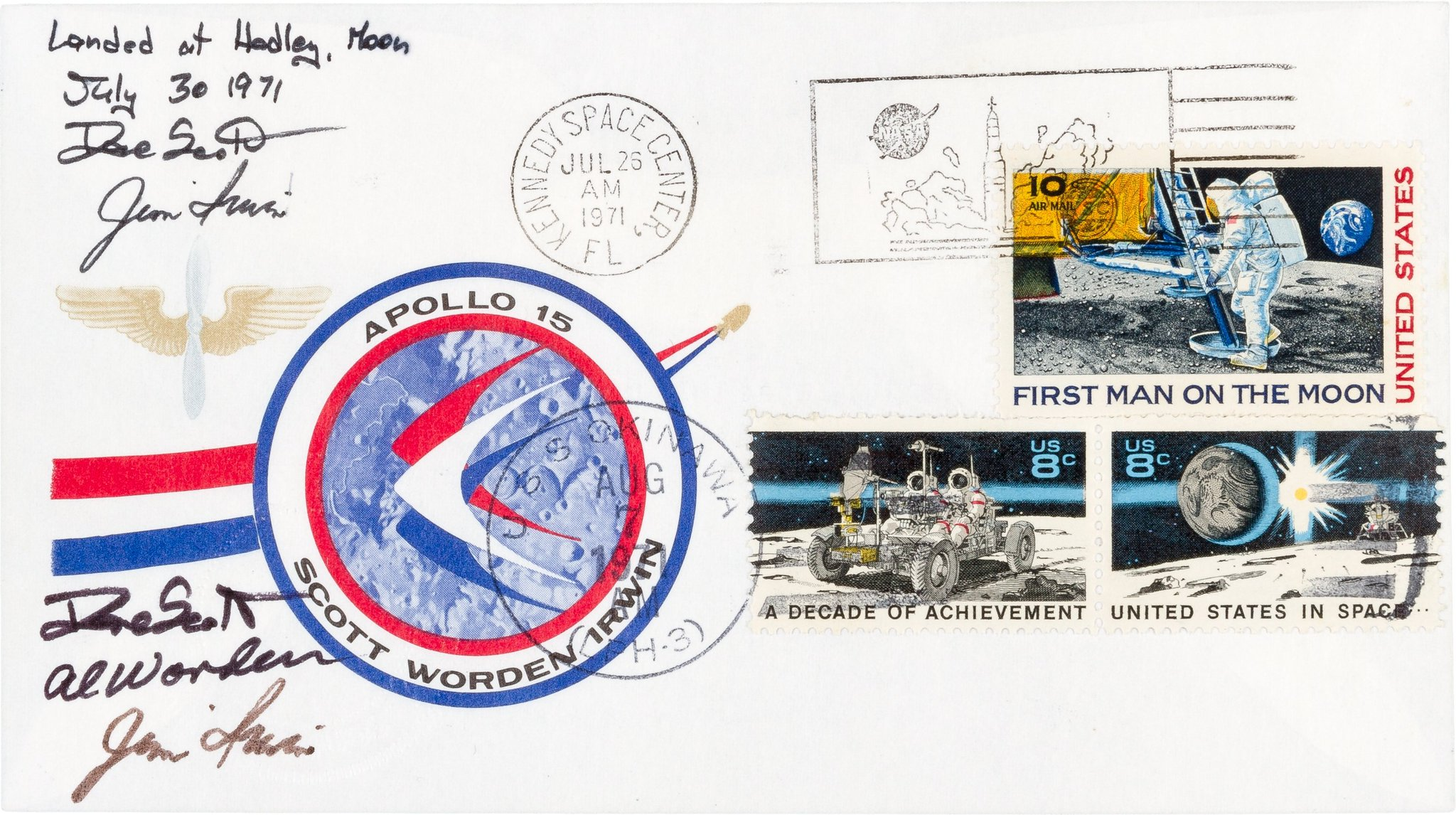
一封“西格封”

阿波罗15号首日封事件（Apollo 15 postal covers incident）是指1972年一件美国航天局的丑闻，涉及阿波罗15号的三位宇航员大卫·斯科特、阿尔弗莱德·沃尔登和詹姆斯·艾尔文，其中斯科特将400枚未经批准的首日封随猎鹰号登月小艇带入太空并由此到达月球表面。一部分信封被以高价卖给西德邮票交易商赫尔曼·西格，因此又被称为西格封。最终宇航员们将获得的钱还回，但仍被航天局正式警告。众多媒体对该事件的报道中，宇航员们被召唤参加美国参议院的闭门会议，并再也无法回到太空。
此事件中，三位宇航员和瓦尔特·埃尔曼达成协议，制造首日封并由航天员带入太空。每个航天员可以获得$7,000（相当于2024年的$53,000）。斯科特安排在1971年7月26日阿波罗15号准备发射的早晨给信封被盖上邮戳。首日封为应对太空环境而被包裹起来，在准备升空前交给斯科特；他把它们放在自己航天服的口袋里带上了太空船。但这些信封没有被记录在斯科特带上太空的个人物品的名单上 ，这些信封从7月30日到8月2日在月球上（随航天员被带到猎鹰号月球车上）。8月7日海面溅落当天，信封在前来回收的军舰冲绳号两栖突击舰上被再次盖上邮戳。其中有一百封信封经手西格被送到赫尔曼手中，其余的信封被分给三位航天员。
沃尔顿为结识的赫里克·赫里克额外携带了144个信封，这些信封经过航天局的批准。因此阿波罗15号总共带了641封信封。1971年，当航天局知晓沃尔顿的信封也被当作商品售卖，迪克·斯雷顿（沃尔顿的主管）警告了沃尔顿，要求他不要让被允许带入太空的物品被商业化。后来斯雷顿又听说了西格的事情，他旋即把三位航天员移到阿波罗17号的后备机组人员中。1972年6月，此事已经广为人知，部分大众认为航天员不应该从太空局项目中获取私利。
1977年，三位航天员离开航天局。1983年，沃尔顿起诉航天局，拿回了首日封。在那100封给西格的首日封中，有一封在2014年卖出了$50,000的高价。

## 背景

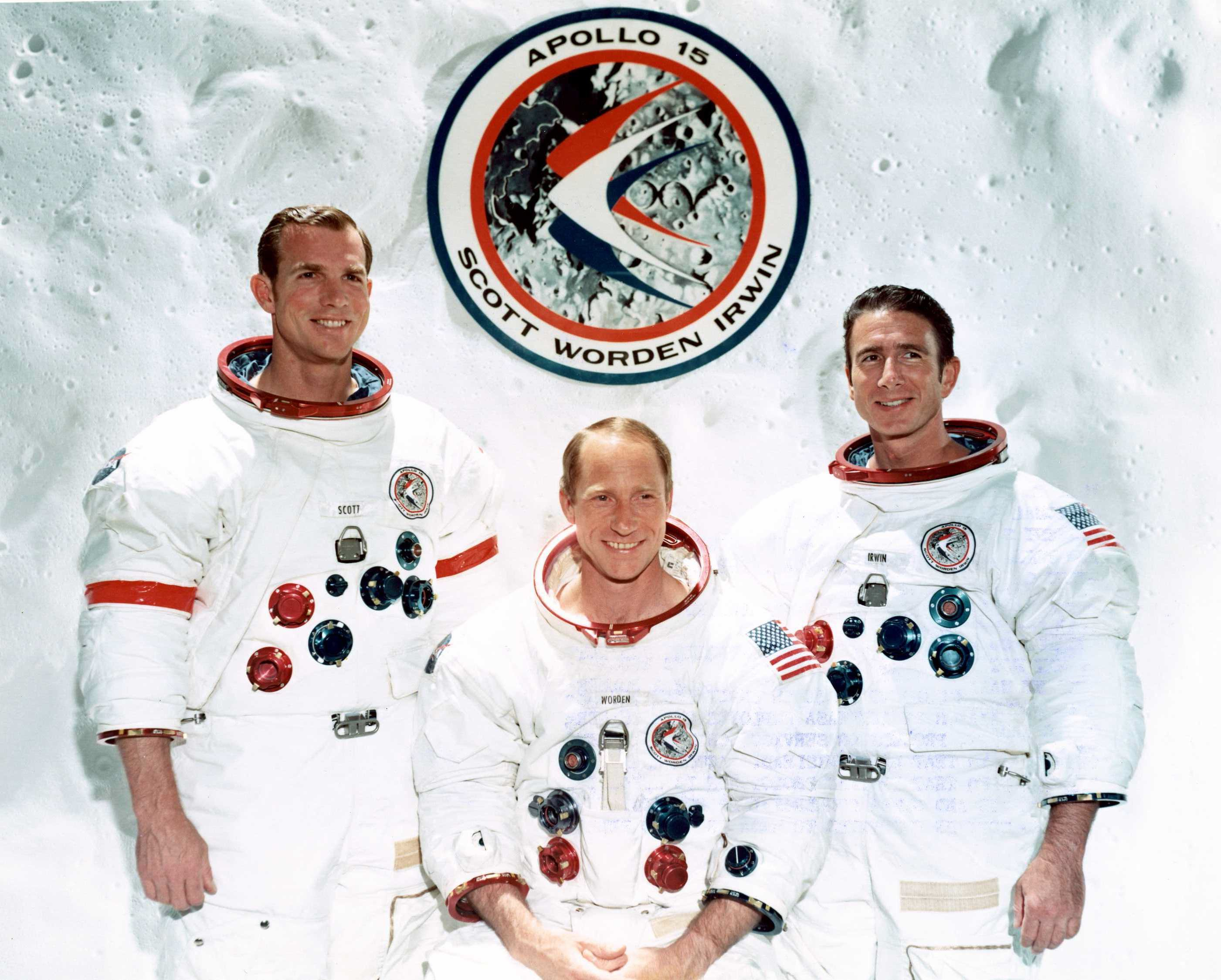
阿波罗15号航天员，从左到右依次是指令长大卫·斯科特、登月舱驾驶员阿尔弗莱德·沃尔登、登月舱驾驶员詹姆斯·艾尔文

1957年10月4日史普尼克1號发射，开启了太空时代，与航天有关的集郵开始。美国和苏联各自发行了描绘航天器和卫星的纪念邮票。这种集邮行为在阿波罗计划登月时期（1969年到1972年）格外热门。收藏家和经销商在集邮寻求与美国太空飞行计划有关的纪念品时，往往选择首日封。标记寄往肯尼迪航天中心的信封变成了航天中心邮局不得不做的事情之一。
美国宇航员参与了创造收藏品的工作。从20世纪60年代末开始，肯尼迪航天中心的任务支持办公室主任，哈罗德·科林斯就开始安排为不同的任务印制特别设计的信封，并在发射当日进行标记。这种未经过航天飞行的集邮封通常会作为礼物送给宇航员的朋友或NASA及其承包商的员工。实际上，阿波罗15号之前也发生过类似情况，阿波罗计划进入太空的15位航天员与一位名叫霍斯特·埃尔曼的西德人达成协议，太空人为500件集邮品（明信片和邮票组）签名，换得每人得到2500美元。其中包括阿波罗7号（1968年）和阿波罗13号（1970年）之间每次阿波罗任务的成员，当然这些物品没有被带入太空。
当时宇航员可以将个人物品包裹带入太空。但这些包裹的大小和重量都有限制，里面装的是宇航员希望作为任务纪念品而随航天员飞行的个人物品。随着太空事业向登月的方向发展，在20世纪70年代并达到高潮，公众对太空飞行物品的兴趣越来越大，它们的价值也越来越高。信封一般是航天员自己准备的，在阿波罗12、13、14号任务都有过。但直到阿波罗14号，登月舱飞行员艾德加·米切尔用个人物品包裹把信封带到月球表面，才真正有信封到达外太空。但这些东西通常被宇航员保留多年；阿波罗11号的尼尔·阿姆斯特朗一直保留着他的东西，直到他去世，而且直到2018年才被出售。当中一个以156,250美元的价格售出。

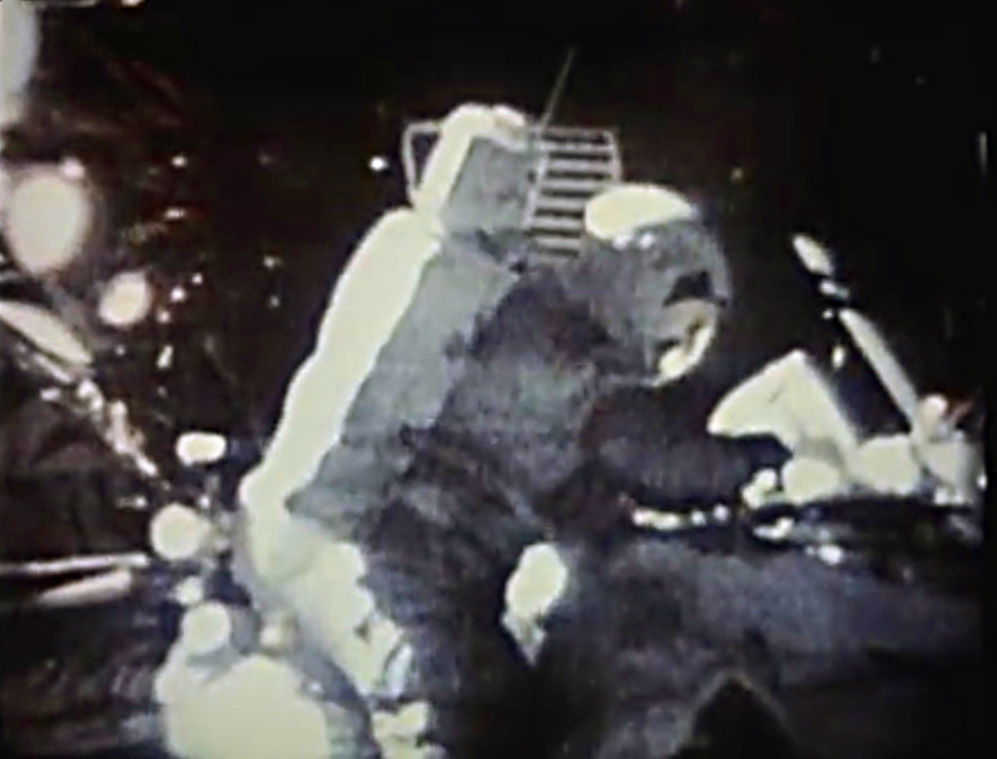

1971年7月26日，肯尼迪航天中心土星5号运载火箭发射，标志着阿波罗15号任务的开始。指令长大卫·斯科特和登月舱驾驶员詹姆斯·艾尔文在月球表面停留了，在登月舱外的时间总长为十八个半小时，一共收集约77千克的月球岩石标本。与此同时，指令舱驾驶员阿尔弗莱德·沃尔登留在指令舱中环绕月球。8月2日，在完成最后一次舱外活动并进入月球舱之前，斯科特用一个特殊的邮戳装置标记了美國郵政署提供的首日封，上面有两枚新邮票，其图案是月球宇航员和一辆月球车，以纪念美国人进入太空十周年。该封在任务结束后被退回给了邮政部门，现在被收藏在史密森学会的国家邮政博物馆。8月7日，回收舱被冲绳号回收，宣告着阿波罗15号任务的结束。

## 起因

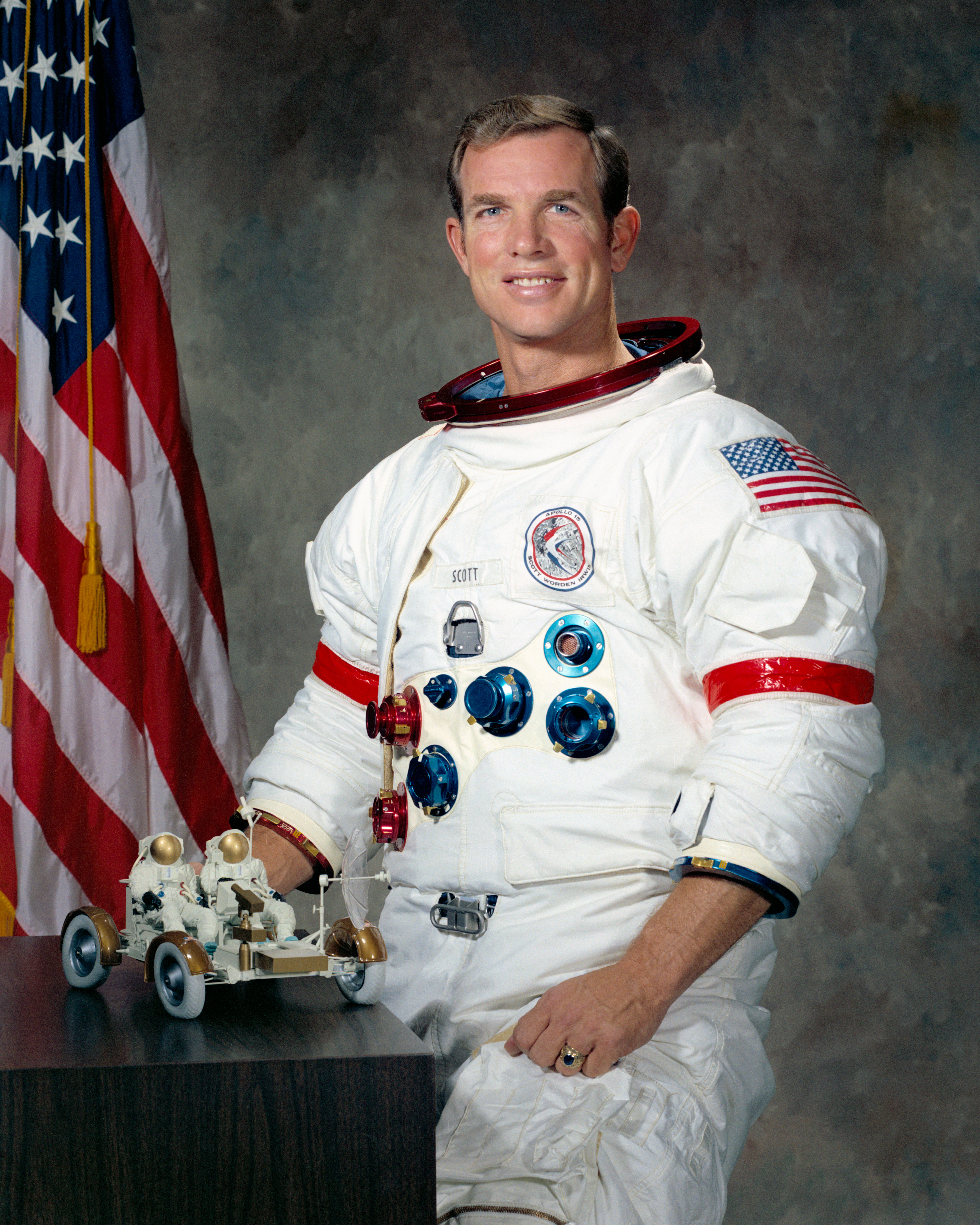
阿波罗15号任务指令长大卫·斯科特

1969年年末，埃尔曼偶然认识了来自西德洛爾希的邮票商西格。他们在一辆前去观察阿波罗12号的公交车上认识彼此，埃尔曼听出了西格的施瓦本语口语，知道西格是自己的同乡，于是邀请他来到自己家。聊天过程中，西格了解到阿波罗12号宇航员上太空被允许携带《圣经》后，产生了制作登月首日封的想法。由于埃尔曼是航天局的承包商，认识许多宇航员，于是提议让埃尔曼说服阿波罗计划的宇航员将首日封带到月球。埃尔曼对这个计划最初有所质疑，他认为宇航员不会为了钱冒这个风险。随后西格将付款定性为对宇航员子女的投资。埃尔曼最终同意询问一些航天员，但他与宇航员见面时，却自始至终没有提及西格的名字。
在阿波罗15号发射时，埃尔曼住在可比奇，他是总部设在洛杉矶的Dyna-Therm公司在当地的代表，该公司是NASA的承包商。根据斯科特的自传，在发射前几个月的一个晚上，宇航员的主管，飞行机组操作主任迪克·斯雷顿，让斯科特和其他机组成员到埃尔曼家吃饭；斯科特描述埃尔曼是斯雷顿的一个长期朋友。沃尔顿在他的自传中，说明航天员都被邀请到埃尔文那里吃饭，但斯科特是邀请他的机组成员，并没有提到有斯雷顿的参与。在1972年他在国会委员会的证词中，斯科特描述埃尔曼是一个 "我们的朋友"，他曾与他一起吃饭，他认识肯尼迪航天中心的许多人，包括一些宇航员。斯科特还告诉委员会，他是在一个聚会上认识埃尔曼，而不是通过其他宇航员。
在晚宴上，埃尔曼提议宇航员携带100个特别邮票封，飞往月球。沃尔顿表示，他和欧文以前没有进入过太空，但他们得到保证，这是常见的做法。沃尔顿回忆说，宇航员们被告知，这些邮票要到阿波罗计划结束后的某个时候才会被出售。他们每人将得到7,000美元。他们被告知，其他阿波罗船员也达成了类似的协议并从中获利。早期的宇航员得到了生活（杂志）的免费人寿保险。到阿波罗15号时，这项福利已经不复存在。沃尔顿写道，考虑到他们职业的严重风险和危险，为了确保他们的家庭得到保障，宇航员们同意了这项交易，计划将作为培养他们孩子的资金进行支付。当时，斯科特作为宇航员每月收入2199美元（2020年为13000美元），沃尔顿为1715美元，埃尔文为2235美元。
据斯科特说，宇航员们最初还认为这些首日封会成为很好的礼物，后来还试图每人再买100个。斯科特在他的证词中表示，当时在与其他成员讨论后，他就期望这些信封是一个"非常私人和非商业的事业"。他补充说："我承认这是错的。我现在非常清楚地明白了这一点。但在当时，由于一些天真和不经意的原因，我没有理解它意味着什么"。埃尔文在他的自传中写道，与交易商埃尔曼的首次会面发生在1971年5月，此后宇航员们与他会面过两次。埃尔曼转述了西格关于如何准备封套的指示：封套要盖两次邮戳，分别在发射日期时在肯尼迪航天中心和溅落回收时的回收船上，并要附有宇航员的签名声明和一位公证人的证明。认证将使信封在欧洲更容易销售，在欧洲，民法公证人是法律专业人员，他们检验时通常要核实法律文件，而不仅仅是看签名。
根据沃尔顿和迈阿密的赫利克·赫利克之间达成的协议，还有144枚首日封要被带上太空。赫利克是一名退休的电影导演和邮票收藏家。根据美国宇航局局长詹姆斯·弗萊徹写给美国参议院航空和太空科学委员会主席克林顿·安德森关于邮票事件的一封信，赫瑞克是三名宇航员的朋友，他安排沃尔顿，也是一名邮票收藏家，购买集邮册并把信封带到太空。这些邮票将被拆开并放置若干年，然后再出售。沃尔顿在他的书中说，他在午餐时被前赛车手吉姆·罗斯曼介绍给赫瑞克，并说赫里克提出了这个计划。沃尔顿还说，他坚持必须保留这些信封，短期内不出售，不宣传，直到阿波罗计划结束再决定怎么处理，他从美国航空航天局和美国空军退休之后回忆此事说："我不想做任何会让我自己或美国宇航局尴尬的事情，我相信赫里克是言出必行的。但相信这个陌生人是我判断上的一个巨大失误。现在的我老了，连圣诞老人都不相信。" 。在1972年对参议院委员会的证词中，沃尔顿称赫里克是他的一个朋友，与他讨论过这些纪念封。根据1978年的美国司法部报告，在阿波罗15号飞行前，赫瑞克建议沃尔顿，将纪念封带到月球是一次谨慎的投资，因为它们对集邮者来说很有价值。
当斯科特和他的组员们仍在完成他们的任务训练时，美国宇航局和国会内部对阿波罗14号机组人员携带到月球的一些纪念银章产生了争论。私营的富兰克林造币厂作为制造商，在制造过程中熔化了其中一些曾经上过太空的纪念章。然后把这些金属与大量的其他金属混合在一起，铸造了新的纪念章，作为吸引人们付费加入富兰克林造币厂收藏家俱乐部的一种手段。铸币厂的广告中使用了“纪念章的部分曾经上过月球”的宣传。但因为阿波罗14号机组没有接受金钱，他们没有受到警告和惩罚。为此航天主管斯莱通将阿波罗15号的每个成员可以携带的纪念章数量减少一半，他还警告阿波罗15号机组人员不要携带任何可以为他们或其他人赚钱的物品进入太空。1965年8月，斯莱通就曾发布规定，要求宇航员计划携带的个人物品必须列出，由他批准才可携带，如果类似物品在先前没被带上过太空，就必须接受安全检测。同时每位机组成员都受到美国国家航空航天局1967年发布的航天员行为标准约束，禁止利用自己的职位为自己或他人赚钱。

## 带上太空

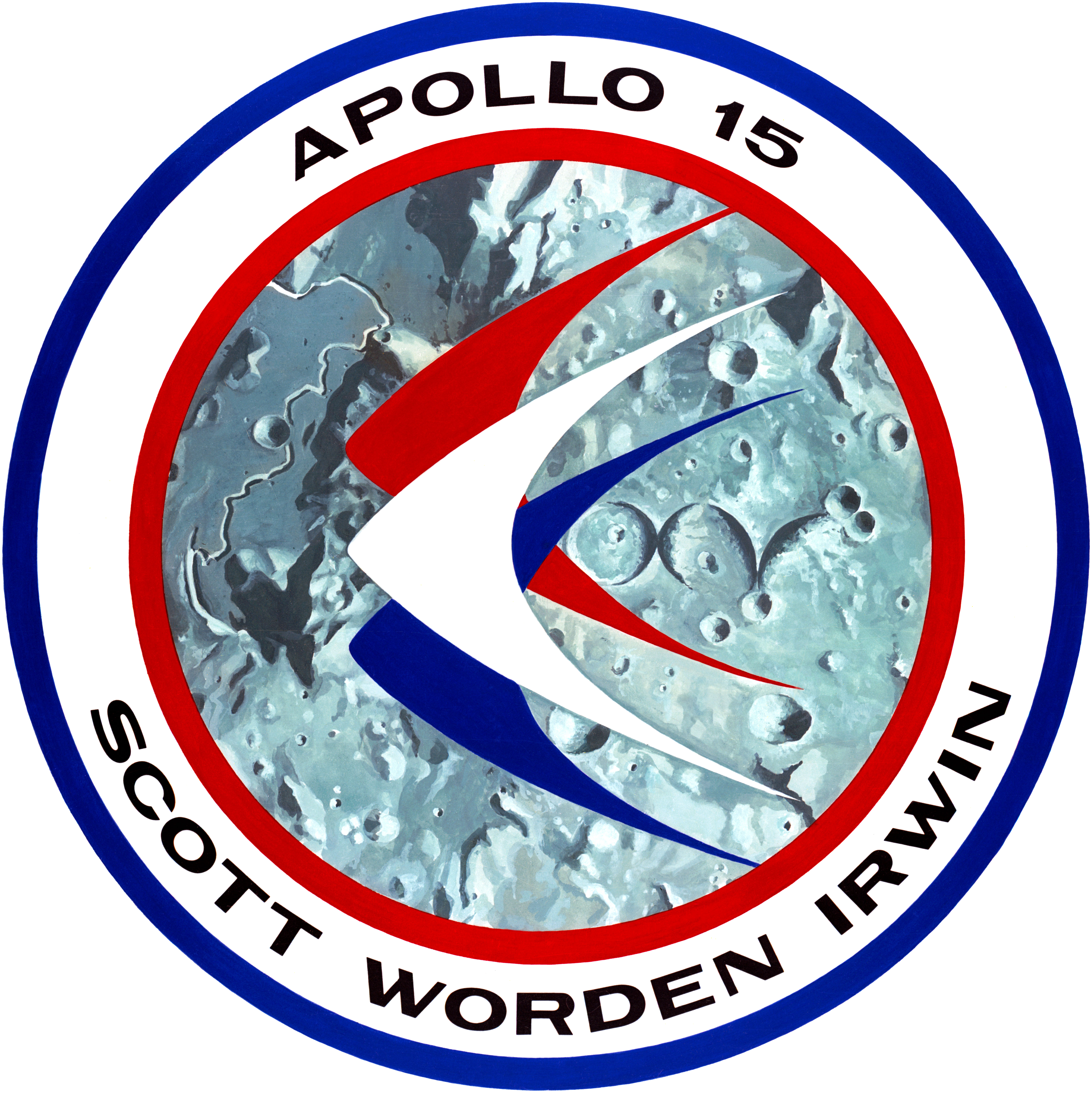
阿波罗15号标志设计

埃尔曼本打算提议用特殊设计的标志进行标记，但时间紧迫，斯科特代之使用了阿波罗15号任务的标志，并把信封带给任务后备办公室的雇员柯林斯。柯林斯安排佛罗里达州科科亚的布雷瓦德印刷公司，将将该设计复制到普通和轻型信封上。该公司完成了这项工作，并向小阿尔文·毕晓普收取了轻型信封156美元和普通信封209美元的费用。毕晓普是一位航天局的公共关系主管，专门从事航空航天业，认识许多宇航员，他为一些阿波罗任务设计了专门的信封，他只提供服务给航天员和他们的家人。费用由毕晓普在拉斯维加斯的雇主霍华德·休斯担保。
沃尔顿与商业艺术家万斯·约翰逊讨论过后，设计了100个描绘月相的信封。沃尔顿随后申请将这些信封和他个人拥有的另外44枚信封，当作他的个人物品清单上的一部分带上太空。迈阿密的AD-Pro图像有限公司印刷了这些信封和卡片插页。赫里克支付了该公司50美元的账单；还额外获得了需要的邮票，以及两枚写有发射和降落日期的橡胶邮票。并且并非所有的赫里克封都是一模一样的，因为这些信封使用了不同的信封、橡皮图章和邮票组合。 沃尔顿还携带了一个盖有1928年邮戳的信封，上面有航空先驱者莱特兄弟的亲笔签名。
除了斯科特和沃尔顿带来的信封外，欧文还携带了96个信封，其中一个是以"飞向月球"为主题，8个是阿波罗15号的设计，还有87个纪念阿波罗12号的信封（为阿波罗12号宇航员理查德·戈尔登的妻子芭芭拉·戈尔登准备）。芭芭拉·戈尔登是一位集邮爱好者，她曾希望她的航天员丈夫在月球任务中带着这些信封，但他拒绝了。“飞向月球”的信封是专门为理查德·戈尔登的一个朋友提供的。。阿波罗15号携带的是邮政局的信封（在月球表面被标记）另有一个信封标记戳，邮政局还额外给予了一个复制品，存放在指挥舱内，这样航天员如果意外在月球无法使用进行标记，可以在返程过程中指挥舱进行标记。

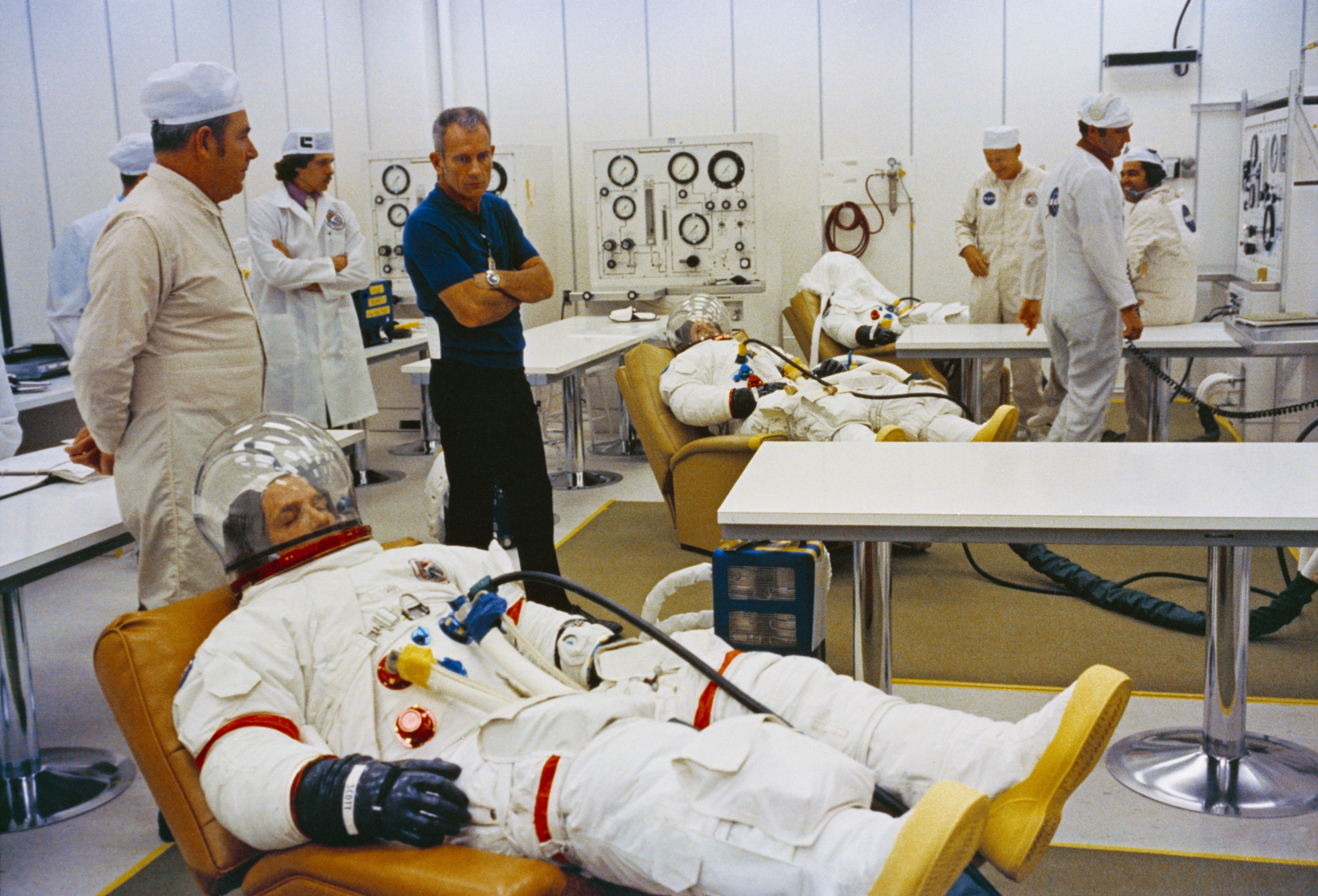

除400个信封外，所有信封都得到了斯雷顿的批准，他在证词中说，如果被要求，他几乎肯定会批准这些信封（如果它们的总重量可以协商调整），条件是它们必须留在指挥舱内，不能进入月球表面。1972年7月，在事情曝光后，威廉·海恩的芝加哥太阳报写道："熟悉美国宇航局的人认为，这种复杂的骗局可以在没有斯雷顿知道或默许的情况下进行是不可能的，斯莱顿为了防止别人说他暴躁（而妥协）已经达到了前所未有的地步“。
船员们买了几百张10美分的“登月第一人”邮票。这些邮票由航天员办公室的秘书贴在信封上。柯林斯安排发射中心的邮局在发射日凌晨1点开放（当时在阿波罗计划开始的早晨提早开放邮局并不罕见），然后带来了几百个贴了邮票的信封。在这些信封完成标记后，柯林斯将其带到宇航员宿舍。紧接着，航天员服务小组将它们真空密封在特氟隆覆盖的玻璃纤维中，以防止它们进入太空后损坏。通常情况下，如果服务小组发现某件物品不在宇航员的个人物品清单上，他们将其补充在清单上并确保它被批准，但小组负责人詹姆斯·莫特曼解释说他“搞混了”。他随后补充说，他把400个信封和赫里克的144个信封弄混了，而后者已经由斯雷顿批准了。。由于这400张信封没有经过斯莱顿的批准，因此被认为是未经授权带上月球的的。斯科特则回应：“我从来没有想过要去做什么（商业投资），我也从来没有想过要盗用这些信封。如果我打算盗用这些信封，我肯定不会让柯林斯先生处理它们，也不会让其他的人协助我。”。就像其他物品被放在斯科特的航海天服口袋里一样。(例如，他的太阳镜），这些东西首先是由帮助他穿衣服的西装技师给他看的。。分成两包，捆绑好的信封约2英寸（5 cm）厚，重量约850 g（30 oz）；它们装在在斯科特的口袋里进入飞船。阿波罗15号于1971年7月26日， 上午9时34分正式发射，三名宇航员和641枚信封一起上了太空。

## 分销和丑闻

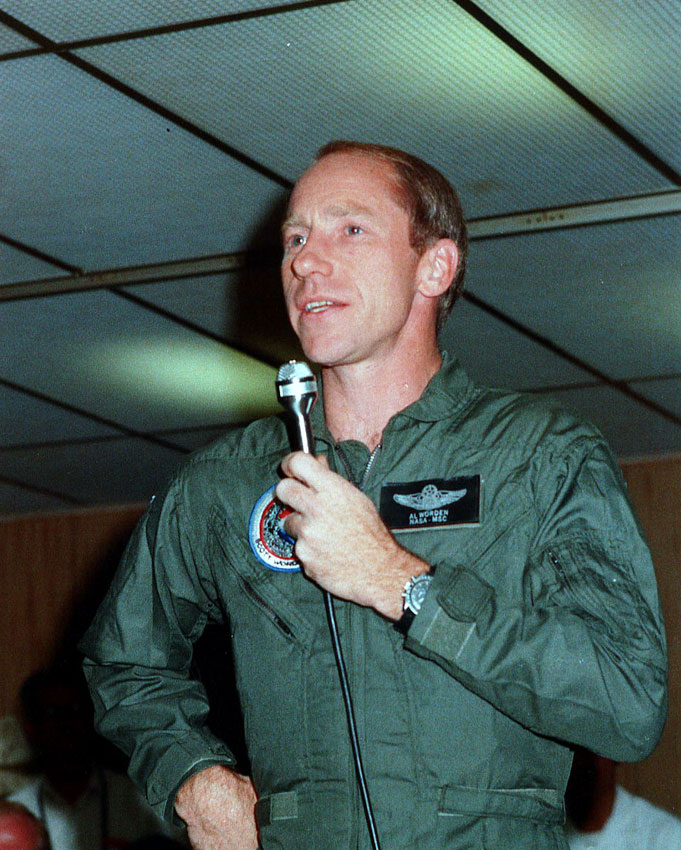
Worden aboard the Okinawa

1971年8月31日，休斯顿宇航员办公室职员凯瑟琳·卡西和其他NASA雇员，在100个信封上印上证明，标明了这些首日封曾在月球上乘坐过猎鹰号。信封上还有一份由斯科特和埃尔文签名的手写声明，上面写明他们于7月30日在月球上着陆。卡西后来说，在签署这些证明时，她在得克萨斯州担任公證人，她并没有从中获利的想法，她当时只想着确认信封上的航天员签名是真实的。得克萨斯州地检随后开始着手调查，卡西是否对这些首日封进行了不适当的证明。有了官方证明，西格对首日封的最后一个要求也得到了满足9月2日，斯科特通过挂号邮件将首日封寄给在斯图加特的埃尔曼，埃尔曼转手把首日封交给了西格，并得到了大约15,000美金的佣金-预期收益的10%。剩下的300封被宇航员委托给休斯敦地区的一位集邮者，他与当地的一家印刷厂安排在左上方印上铭文，说明这些信封被带到过月球。但印刷商发现只有298个信封，而不是300个；为此集邮者咨询了斯科特，后者告诉他不要担心。埃尔文的八封中，其中一封以三叶草为图案送给了罗德斯，还有一封送给了肯尼迪航天中心集邮协会的会长；另外，埃尔文在1972年说，他自己保留了另外六封。
西格则通过邮件通知他的客户，以4850马克（约当时1500美元）的价格出售这些信封，并对购买多枚首日封的客户提供折扣。他为自己保留了一个，到11月时已经卖掉了剩下的99个。他在信封背面的左下方进行了编号和签名，以示其真实性。
沃尔顿在他的书中回忆说，他从太空回来后不久就把约定数量的44个信封寄给了哈里克，他还把属于自己的60张寄给他保管，剩下的28封送给了朋友。赫利克将70枚信封交给了一个显赫的纽约商人罗伯特·西格，西格将其中的10封卖出，获得7,900美金他从中抽取了25%佣金。赫利克自己把剩下的3封每封以1,250美金价格卖出。

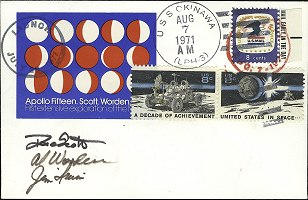
“为赫里克封”

1972年6月初，乔治·洛从他的一名工作人员那里听说，阿波罗15号上飞行的信封可能已经在欧洲出售。他要求主管戴爾·邁爾斯通过美国国家航空航天局的管理渠道查询信息。而乔治·洛则向弗莱彻通报了情况的发展。迈尔斯于16日向乔治·洛做了一份临时报告。然而在18日，在他能够作出最后报告前的前八天，“华盛頓星報"”上的一篇文章曝光了此事。随后卡夫在23日审问了斯科特。6月29日，乔治·洛下令对NASA的检查部门进行全面调查。7月10日，三名宇航员因判断力差而被训斥，这使得他们未来极不可能被选中再次进入太空飞行。 理查德·S·刘易斯在其早期的阿波罗计划史中指出-在太空时代政府机构与工业承包商关系的轮番交易氛围中，阿波罗15号机组人员只把未经授带物品到月球当作小孩的恶作剧。然而，在太空计划批评者的言辞中，它被打上了为个人利益而利用历史上最昂贵的技术发展的标签。在媒体上，宇航员被当作堕落的天使。。卡夫在他的回忆录中记得，斯雷顿告诉他：“他们做到了。没有任何隐瞒。戴夫只是说：“当然了，所以没有什么问题了，对吗？”。斯科特表示，"我们在考虑这个问题时犯了一个错误"，觉得这种反应 "正在变成一种迫害"。沃尔顿虽然承认对达成交易负有责任，但他认为美国宇航局没有充分支持他，斯科特也没有对他的角色负起全部责任。欧文在离开宇航员队伍后将成为一名传教士，他说，美国宇航局别无选择，只能对他们进行批评处理。他希望他能将这一经历用于他的事工，这将帮助他同情其他犯错的人。

## 后续
阿波罗15号机组人员中全部没能再回到太空。鉴于先前被航天局警告，他们永远不会被空军提拔，他们被分配给美国宇航局的其他职位，在那里他们的技能可以得到发挥。史考特被任命为技术顾问阿波罗-联盟测试计划（与苏联的第一次联合任务），并于1975年从空军退役。他成为美国宇航局戈登飞行研究中心的主任，1977年10月从美国宇航局退休并进入私营部门。沃尔顿被调到加利福尼亚州的NASA艾姆斯研究中心，直到1975年从空军和NASA退休，然后进入私营部门。 埃尔文于1972年退休，成立了一个福音派组织。

## 首日封情况总结
| 携带者 | 生产总数和批准状态 | 標記           | 郵戳地点                                        | 备注                                                               |
| ------ | ------------------ | -------------- | ----------------------------------------------- | ------------------------------------------------------------------ |
| 斯科特 | 100 (未经授权)     | 任务标识       | 7/26/71在肯尼迪航天中心；8/7/71 冲绳号。        | "西格封"。 经过公证，左上方有宇航员手写的声明。 被携带到月球表面。 |
| 斯科特 | 298 (未经授权)     | 任务标识       | 7/26/71在肯尼迪航天中心；8/7/71 冲绳号。        | 未经公证，左上角有打印的背书。携带至月球表面。                     |
| 沃尔顿 | 144(授权)          | "月相"         | 8/7/71 美国海军 "冲绳号 "号战舰                 | "赫利克封" 携带在指挥舱内                                          |
| 沃尔顿 | 1 (授权)           | "首次飞"       | 12/17/28 密歇根州杰克逊市                       | 携带在指挥舱内。由奥维尔-莱特亲笔签名。                            |
| 埃尔文 | 87 (授权)          | 阿波罗12号     | 1969年12月10日，德克萨斯州休斯顿                | 携带在指挥舱内。由阿波罗12号宇航员签名。                           |
| 埃尔文 | 8 (授权)           | 三叶草和月球车 | 各种各样的，大多数是9/29/71，在肯尼迪航天中心。 | 携带在指挥舱内。                                                   |
| 埃尔文 | 1 (授权)           | "飞向月球"     | 未被取消                                        | 携带在指挥舱内。                                                   |
| NASA   | 1 (授权)           |                | 71年2月8日在月球表面                            | 美国邮政的信封。由登月舱携带。现存于国家邮政博物馆。               |
| NASA   | 1 (授权)           |                | 未被取消                                        | 美国邮政的备份信封。携带在指挥舱内。                               |

## 延伸阅读
- 阿波羅保險封（英语：Apollo insurance covers） – 阿波羅計劃的太空人在任務前簽名的郵封。萬一出現意外時，家屬可以賣出郵封換取生活費。這些郵封沒有到過太空。
- 美国航空航天局双子座和阿波罗计划太空飞行奖章 – 為双子座计划和阿波罗计划作的獎章。
- 美國太空開發史中的郵票（英语：U.S. space exploration history on U.S. stamps#Space Achievement Decade Issue of 1971）
- "賣掉月亮的人（英语：The Man Who Sold the Moon）" – 羅伯特·海萊因在1950年出版的小說，講述一位商人資助探月，企圖親身到達並佔有月亮的科幻小說。

## 文献
Additional numbers following page numbers for some books are Kindle locations.
1. ↑  Dugdale, Jeff. . The Philatelic Database. March 30, 2013  [June 25, 2018]. （原始内容存档于2021-12-21）.
2. ↑  Fletcher July 27, 1972 letter，第7–8頁.
3. ↑  O'Toole, Thomas. . The Washington Post. September 16, 1972: A1,A4.
4. ↑  Scott & Leonov 2004，第328–330頁，5414–5418.
5. ↑  . Space Flown Artifacts (Chris Spain).   [August 21, 2018]. （原始内容存档于2021-12-21）.
6. ↑  Weinberger, Howard C. . Space Flown Artifacts (Chris Spain).   [August 21, 2018]. （原始内容存档于2021-12-21）.
7. ↑  . collectSPACE. November 5, 2018  [December 28, 2018]. （原始内容存档于2020-07-26）.
8. ↑  . NASA. July 8, 2009  [January 6, 2019]. （原始内容存档于2021-12-21）.
9. 1 2  . 國家郵政博物館.   [December 30, 2018]. （原始内容存档于August 1, 2018）.
10. ↑  Ramkissoon，第215頁.
11. ↑  Hauglard, Vern. . The Washington Post. July 12, 1972: 1.
12. 1 2 3  Winick，第73頁.
13. ↑  Weinberger, Howard C. . Space Flown Artifacts (Chris Spain).   [January 6, 2019]. （原始内容存档于2021-12-21）.
14. ↑  August 3, 1972 hearing，第3–4頁.
15. ↑  August 3, 1972 hearing，第88–89頁.
16. ↑  Scott & Leonov 2004，第328–330頁，5425.
17. ↑  Worden 2011，第149–150頁，2679–2674.
18. ↑  August 3, 1972 hearing，第49頁.
19. ↑  August 3, 1972 hearing，第82頁.
20. ↑  Chriss, Nicholas C. . 衛報. December 6, 1972: 13  [2021-07-25]. （原始内容存档于2021-12-21）.
21. ↑  August 3, 1972 hearing，第49–50頁.
22. ↑  Irwin，第228頁.
23. ↑  Winick，第77頁.
24. ↑  Fletcher 1972年7月27日的信，第17頁.
25. ↑  沃尔顿 2011，第148頁，2648-2670.
26. 1 2  Scott & Leonov 2004，第328-330頁，5418-5421.
27. ↑  . Tucson Daily Citizen. Associated Press. 1971年9月3日: 37 –Newspapers.com.
28. 1 2  O'Toole, Thomas. . The Washington Post. September 16, 1972.
29. ↑  Fletcher July 27, 1972 letter，第7頁.
30. ↑  Weinberger, Howard C. . Space Flown Artifacts (Chris Spain).   [December 11, 2019]. （原始内容存档于2020-11-08）.
31. ↑  . The New York Times. September 19, 1972: 30  [2021-07-25]. （原始内容存档于2021-12-21）.
32. ↑  Chronology of 144 Authorized Covers，第1頁.
33. ↑  August 3, 1972 hearing，第14頁.
34. ↑  沃尔顿 2011，第148頁，2671–2679.
35. ↑  Fletcher July 27, 1972 letter，第17–18頁.
36. 1 2 3  Ramkissoon，第212頁.
37. ↑  Winick，第85頁.
38. ↑  AAMS，第209頁.
39. ↑  沃尔顿 2011，第149頁，2671–2679.
40. ↑  Winick，第80–81頁.
41. ↑  August 3, 1972 hearing，第26頁.
42. ↑  1972年8月3日听证会，第14-15頁.
43. ↑  Hines, William. . 芝加哥太阳报. July 13, 1972: 2–3.
44. ↑  Fletcher 1972年7月27日的信，第6-7頁.
45. ↑  August 3, 1972 hearing，第50頁.
46. ↑  Winick，第75頁.
47. ↑  Fletcher 1972年7月27日的信，第1, 7-9頁.
48. ↑  August 3, 1972 hearing，第46頁.
49. ↑  Fletcher 1972年7月27日的信，第8-9頁.
50. ↑  1972年8月3日听证会，第109頁.
51. ↑  Fletcher 1972年7月27日的信，第1，7-8頁.
52. ↑  . 月球與行星研究所.   [November 21, 2018]. （原始内容存档于2021-12-21）.
53. ↑  Faries，第30頁.
54. ↑  Fletcher July 27, 1972 letter，第10–11頁.
55. ↑  August 3, 1972 hearing，第147頁.
56. ↑  Faries，第28頁.
57. ↑  Winick，第77–78頁.
58. ↑  Fletcher August 2, 1972 letter，第1–2頁.
59. ↑  Fletcher July 27, 1972 letter，第15–16頁.
60. ↑  Faries, Belmont. . 華盛頓星報. June 18, 1972.
61. ↑  Worden 2011，第148頁，4321–4340.
62. ↑  Ulman，第284頁.
63. ↑  Fletcher July 27, 1972 letter，第19–20頁.
64. ↑   (PDF) (新闻稿). NASA. July 11, 1972  [2021-07-25]. （原始内容存档 (PDF)于2022-01-12）.
65. ↑  Management chronology，第2頁.
66. ↑  {cite news|last=Marsh|first=Al|title=Astronauts 'Cancelled' for 'Stamp Deal'|newspaper=Florida Today|date=July 12, 1972|pages=12-13}}
67. ↑  Lewis，第274頁.
68. ↑  Kraft，第343頁.
69. ↑  Scott & Leonov 2004，第329頁，5434.
70. ↑  Irwin，第235頁.
71. ↑  Jurek，第185-186頁.
72. ↑  Connelly, Richard. . The Houston Press. August 2, 2011  [July 5, 2018]. （原始内容存档于2018-06-22）.
73. ↑  Jurek，第184頁.
74. ↑  Howell, Elizabeth. . Space.com. April 8, 2013  [June 22, 2018]. （原始内容存档于2022-01-05）.
75. ↑  . International Space Hall of Fame.   [June 22, 2018]. （原始内容存档于2017-01-07）.
76. ↑  Wilford, John Noble. . The New York Times. Associated Press. August 10, 1991  [2021-07-25]. （原始内容存档于2021-12-21）.